# La scuola de’ gelosi
La scuola de’ gelosi (deutsche Titel: Die Schule der Eifersüchtigen oder Die Schule der Eifersucht) ist ein Dramma giocoso von Antonio Salieri auf einen Text von Caterino Mazzolà.
La scuola de’ gelosi war zu Salieris Lebzeiten eine seiner beliebtesten komischen Opern und hielt sich bis nachweislich 1809 auf den europäischen Spielplänen. Das Werk ist mit seiner ungestümen Spielfreude und dem charmanten Witz der Handlung geradezu symptomatisch für die italienische Opera buffa um 1780. Zahlreiche Partiturabschriften und Textbücher in Bibliotheken in ganz Europa belegen den einstmaligen Rang dieses Stückes, das neben der italienischen Fassung auch in diversen deutschen Übersetzungen gegeben wurde. Ferner wurde das Stück ins Russische, Polnische und Spanische übertragen. Für die Aufführungsserie der Oper auf Schloss Esterházy in der Saison 1780/81 schrieb Joseph Haydn die Einlagearie Dice benissimo chi si marita (Hob. XXIVb: 5) für die Rolle des Lumaca (Bass).
Zu den zahllosen Bewunderern der Oper zählte auch Johann Wolfgang von Goethe, der in einem Brief vom 28. August 1784 an Charlotte von Stein begeistert schreibt:

« L’Opera d’hier etoit charmant, et bien executé, c’etoit la Scuola de Gelosi, Musique de Salieri, opera favori du public, et le public a raison. Il y a une richesse, une varieté etonnantes, et le tout est traité avec un gout tres delicat. Mon coeur t’appelloit a chaque air, surtout au finales et au quintets qui sont admirables. »

„Die Oper gestern war einnehmend und gut aufgeführt. Es war ‚La scuola de gelosi‘, Musik von Salieri, die Oper ist das Lieblingstück des Publikums, und das Publikum hat recht. Die Oper ist sehr reich [an Musik], sehr abwechslungsreich, und alles ist mit gutem Geschmack geschrieben. Mein Herz wurde von jeder Arie bewegt, besonders von den Finali und den Quintetten, die anbetungswürdig sind.“

Adolph Freiherr Knigge bespricht die Oper in seinen in Hannover erschienenen Dramaturgischen Blättern vom 28. März 1789 ausführlich. Er schreibt:

„Der blühende, leichte Styl, der angenehme, oft neue Gesang, die feine Oeconomie, die besonders im ersten Finale herrscht, die mit so viel Würkung angebrachte gute Wahl der Blas=Instrumente und verschiedene eigene, originell comische Züge, characterisieren diese Oper, und geben ihr ein eigenes Gepräge.“ Einzelne Nummern wie das Finale des ersten Aktes oder das Quintett Ah! la rabbia mi divora aus dem zweiten Akt analysiert er genauer. Über besagtes Quintett äußerst er sich folgendermaßen: „Harmonie, ohne Schwulst, mit klarem, reinen Gesange verbunden, Kunst mit Klarheit und Deutlichkeit und eine eigene Instrumental=Begleitung, die sich ganz von den Singstimmen entfernt, aber doch dieselben mehr erhebt als verdunkelt, finden wir hier vereint, und in ein meisterhaftes Ganzes verwebt. Dies Quintett ist mehr werth, als hundert ohne Sinn Ausdruck und Leben, auch nach den strengtsten Regeln ängstlich hingeschriebene Fugen. Hier ist auch Kunst, aber sie steht nicht blos als ein Skelet da, das wir bewundern; Der reizende Gesang wirft vielmehr um sie ein seidenes Gewand, das sie vom Nacken bis auf die Fersen sanft umwallt, und um ihre Scheitel spielen goldne Locken. Alle Menschen können durch Fleiß dies Skelet sehr gut zusammen bringen lernen, aber nur ein himmlisches Wesen, daß wir Genie nennen, haucht ihm Leben ein und giebt ihm Kraft des Entzückens.“

Auffallend in La scuola sind die vielen Ensembles und kürzeren ariosen Gebilde, die Salieri verwendet, um dem Schematismus der Nummernoper entgegenzuwirken. In der Tonsprache herrscht der brillante Plauderton der Opera buffa vor, jedoch finden sich durchaus auch lyrische Momente und Ansätze zur musikalischen Charakterzeichnung, besonders in der Rolle der Contessa (Sopran).
Die Instrumentation in der Erstfassung beschränkt Salieri auf Streicher und je zwei Oboen und Hörner; er schafft es jedoch, trotz dieser ökonomischen Besetzung eine vielschichtige und äußerst farbige Partitur zu schreiben. Die Bläser werden oft von ihrer sonst üblichen Funktion als „Füllstimmen“ entbunden und solistisch eingesetzt.
Für die zweite Fassung hat Salieri die Instrumentation erweitert (z. B. um die moderneren Klarinetten) und viele Nummern neu komponiert oder auf das Stimmprofil anderer Sänger angepasst, wie etwa die Substitution der virtuosen Arie La speranza lusinghiera durch das einfühlsame Rondo Ah se già i miei sospiri. Mit dieser neuen Fassung wurde die italienische Oper in Wien 1783 wiedereröffnet. Das hervorragende Ensemble dieses Hauses (darunter Nancy Storace, Francesco Benucci und Michael O’Kelly), das Salieri während seiner Italienreise zusammengestellt hatte, sollte in der Folge für die Entstehung von Mozarts Da-Ponte-Opern von größter Bedeutung sein.
Die Ouvertüre wurde um 1785 von anonymer Hand mit Teilen der Ouvertüre zu Salieris Intermezzo La partenza inaspettata (1779) kombiniert und zu einer dreisätzigen Sinfonie in D-Dur zusammengestellt. Diese wird heute unter dem Namen La Veneziana vergleichsweise häufig gespielt und vermittelt dem Publikum ein sehr eindimensionales Bild des Musikdramatikers Salieri, der häufig als italienischer Buffa-Routinier abgetan wird.
Eine deutsche Übersetzung des Librettos von Johann Christoph Bock und Christoph Friedrich Bretzner erschien 1784 in Riga unter dem Namen Die Schule der Eifersüchtigen, oder das Narrenspital. In dieser Fassung wurden auch die Namen der Charaktere eingedeutscht. So heißt der Getreidehändler Blasio hier „Balzer Trespe“ und der Diener Lumaca „Jockel“.
Die Oper wurde 2017 vom Theater an der Wien in der Kammeroper im italienischen Original und von der Bampton Classical Opera in englischer Sprache aufgeführt.

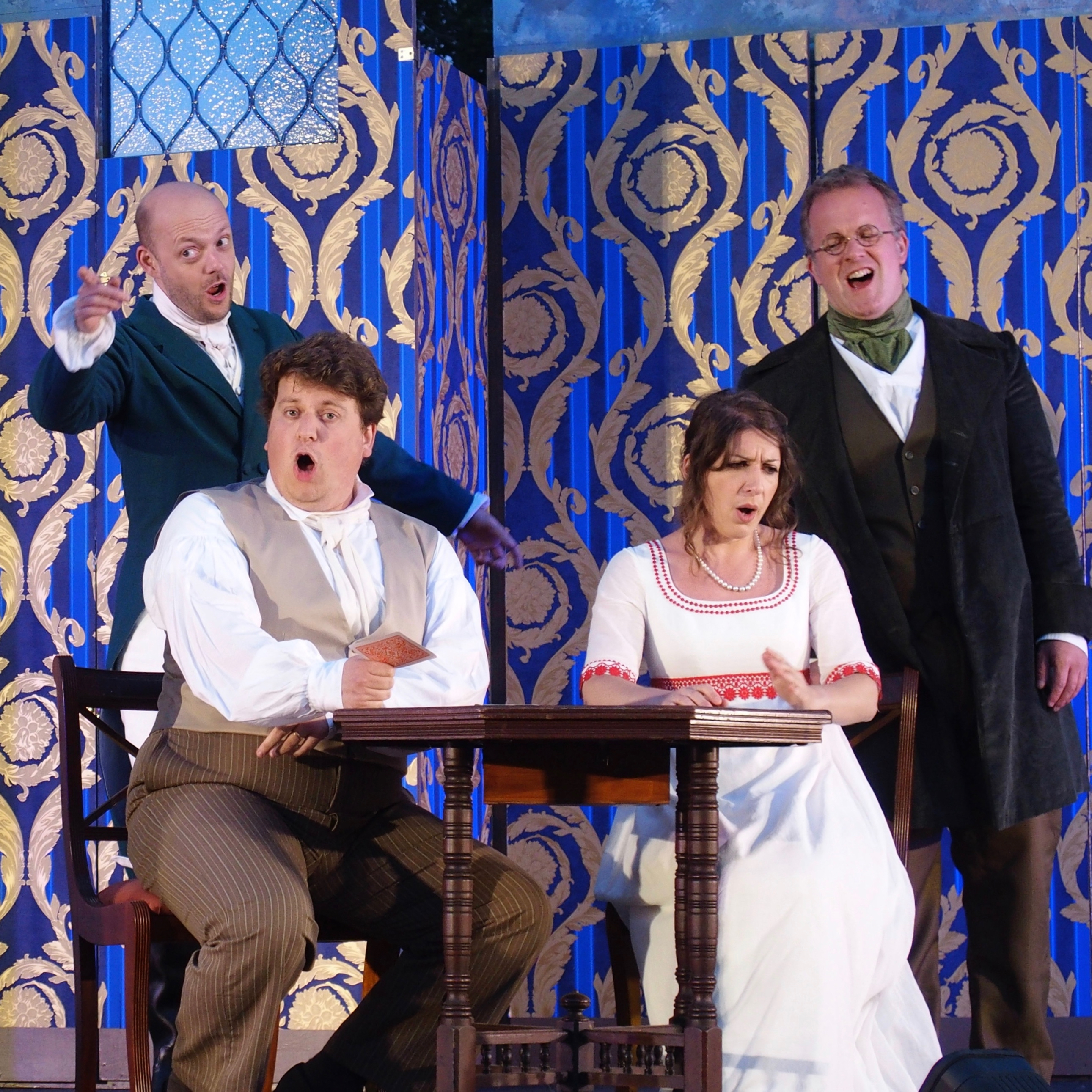
Salieris Comic-Oper La scuola de' gelosi (The School of Jealousy), von der Bampton Classical Opera im Jahr 2017 in englischer Sprache aufgeführt

## Aufnahmen
- Salieri: La scuola de’ gelosi, Emiliano d’Aguanno, Francesca Lombardi Mazzulli, Federico Sacchi, Roberta Mameli, Florian Gotz, Milena Storti, Patrick Vogel; L’arte del mondo, Werner Ehrhardt (Dirigent) DHM 2016[3]